# Sågnagelskivling
Sågnagelskivling (Rhodocollybia prolixa) är en svampart. Enligt Catalogue of Life ingår Sågnagelskivling i släktet Rhodocollybia,  och familjen Marasmiaceae, men enligt Dyntaxa är tillhörigheten istället släktet Rhodocollybia,  och familjen Omphalotaceae. Arten är reproducerande i Sverige.

## Underarter
Arten delas in i följande underarter:
- distorta
- prolixa